# Генерал-кригскомісар

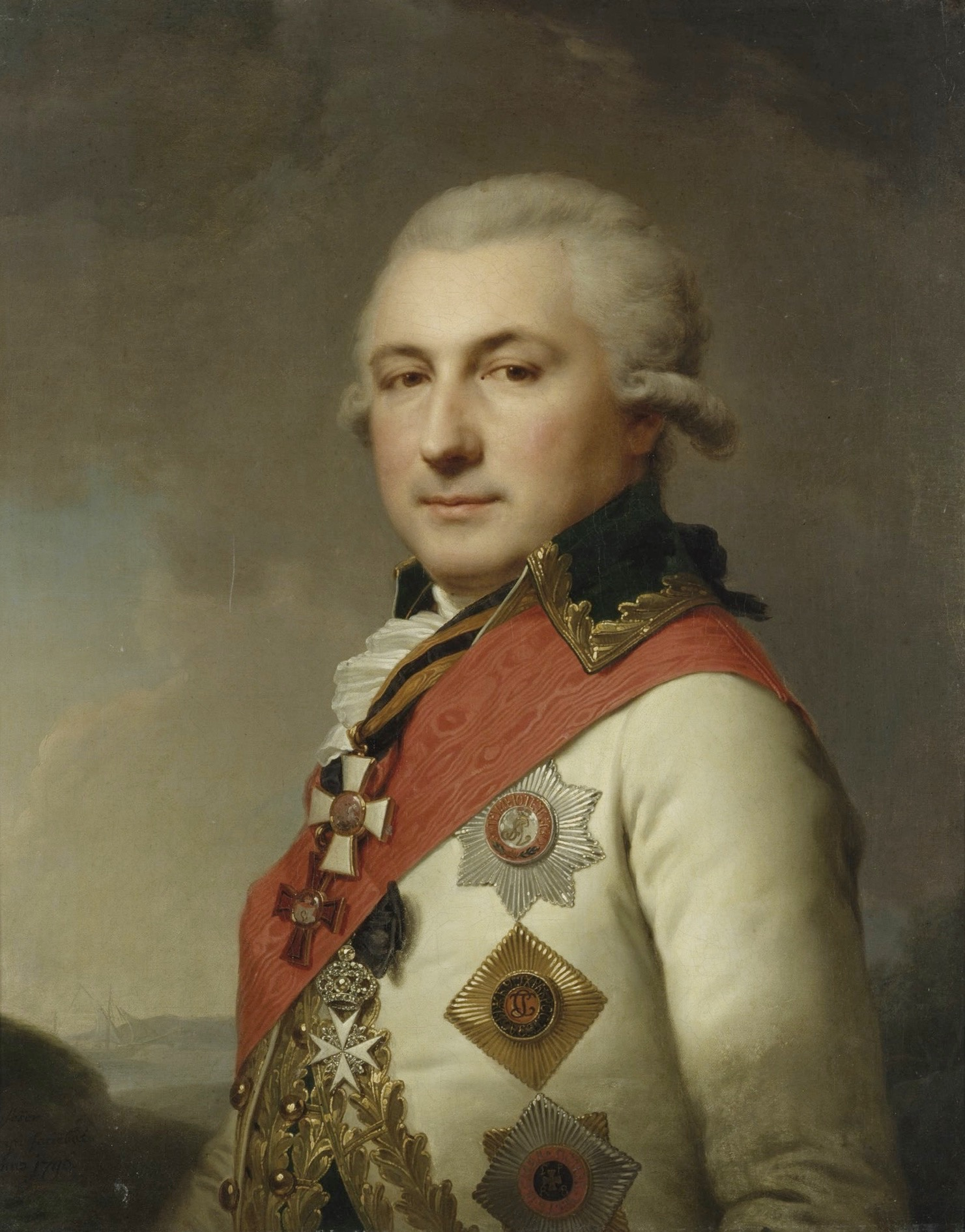
Хосе де Рібас, генерал-кригскомісар і адмірал

Генерал-кригскомісар — посада в центральному військовому (комісаріатському) управлінні Російської імператорської армії, буквально головний військовий уповноважений з постачання.
Генерал-кригскомісар відав питаннями постачання, речовим і грошовим постачанням особового складу збройних сил. За військовомим Статутом 1713 був начальником комісаріатського управління; згодом — начальник комісаріатського департаменту. У 1800 була введена посада генерала-інтенданта, якому і перейшло верховне керівництво постачанням армії, тоді як генерал-кригскомісар перетворився на другорядного розпорядника.
У 1812 році, коли кампанія стала вестися силами декількох самостійних армій, була введена посада польових генерал-кригскомісарів, які відали проблемами постачання в кожній армії. У 1864 комісаріатський департамент увійшов до складу головного інтендантського управління, після чого посада була ліквідована (остаточно скасована по «Положенню про польове управління військ у воєнний час» 1868).
У Табелі про ранги відносився до III класу і відповідав генерал-лейтенантові армії і віце-адміралові флоту.